# Mizutani Masatoshi
Masatoshi Mizutani (sinh ngày 7 tháng 7 năm 1987) là một cầu thủ bóng đá người Nhật Bản.

## Sự nghiệp câu lạc bộ
Masatoshi Mizutani đã từng chơi cho FC Gifu.